# Rhodostrophia sieversi
Rhodostrophia sieversi är en fjärilsart som beskrevs av Hugo Theodor Christoph 1882. Rhodostrophia sieversi ingår i släktet Rhodostrophia och familjen mätare. Inga underarter finns listade.